# Walisisches Parlament
Das Walisische Parlament (WP; englisch Welsh Parliament) oder die Senedd Cymru (walisisch Senedd Cymru), kurz Senedd, ist das Regionalparlament von Wales. Es hat die Berechtigung, Regelungen für Wales zu treffen, aber ohne volle Gesetzgebungskompetenz, und wählt aus seiner Mitte den First Minister, den Regierungschef der walisischen Regionalregierung. Von 1999 bis zum Mai 2020 trug die Institution den Namen Nationalversammlung für Wales (englisch National Assembly for Wales, walisisch Cynulliad Cenedlaethol Cymru).

## Geschichte
Die Forderung nach politischer Autonomie von Wales wurde zuerst von der politischen Partei Plaid Cymru erhoben, die 1966 ihren ersten Parlamentssitz im britischen Unterhaus erringen konnte. In einer durch die Regierung Callaghan veranlassten Volksabstimmung in Wales 1979 wurde eine eigene gewählte Versammlung für Wales noch mit deutlicher Mehrheit abgelehnt. Die Dezentralisierung (devolution) wurde erst später zu einem Hauptanliegen der Labour Party. Im Juli 1997 veröffentlichte die britische Regierung unter Tony Blair einen Regierungsbericht, in dem Vorschläge zur Dezentralisierung in Wales erläutert wurden. Sie wurden durch einen Volksentscheid am 18. September 1997 angenommen. Danach erließ das britische Parlament den Government of Wales Act 1998 (Gesetz über die Regierung von Wales von 1998), mit dem die Nationalversammlung für Wales gegründet wurde. Die ersten Wahlen fanden im Mai 1999 statt. Mit der National Assembly for Wales (Transfer of Functions) Order 1999 wurde am 1. Juli 1999 die Übertragung der Befugnisse und Aufgaben des Secretary of State for Wales (Minister für Wales) an die Nationalversammlung ermöglicht. Mit dem Government of Wales Act 2006 konnte der Assembly vom britischen Parlament im Einzelfall auch gesetzgeberische Kompetenz zugebilligt werden. Am 6. Mai 2020 wurde die Nationalversammlung für Wales umbenannt und erhielt ihren jetzigen Namen.
Der Wunsch nach regionaler Autonomie und einem eigenen Regionalparlament war in Wales nie so ausgeprägt wie in Schottland, was wohl wesentlich darin begründet ist, dass Wales spätestens seit den Gesetzen zur Eingliederung von Wales 1535–1542 Teil des englischen Rechtsraums war, während Schottland erst wesentlich später mit dem Act of Union 1707 mit England vereinigt wurde und auch danach sein eigenes Rechtssystem und seine eigene Kirchenorganisation behielt. Von verschiedenen Seiten gab es daher in Wales nach 1999 auch Bestrebungen, das walisische Parlament wieder abzuschaffen. Im Juli 2020 zeigte eine von der Universität Cardiff beauftragte Meinungsumfrage des Welsh Political Barometer, dass 25 % der Befragten das walisische Parlament wieder abschaffen wollten (48 % waren dagegen). Vor die Alternative gestellt, ob Wales eher unabhängig sein oder das Parlament abschaffen sollte, entschieden sich 33 % für die Unabhängigkeit und 45 % für die letztere Variante. Insgesamt war über die Jahre jedoch eine allmähliche kontinuierliche Zunahme der Akzeptanz des Regionalparlaments in der walisischen Bevölkerung zu verzeichnen. In einer Volksabstimmung 2011 in Wales sprach sich eine deutliche Mehrheit der Abstimmenden für eine Erweiterung der gesetzgeberischen Kompetenzen des walisischen Parlaments aus. Am 12. Januar 2012 verabschiedete das walisische Parlament den National Assembly for Wales (Official Languages) Act 2012, der mit der Unterschrift von Königin Elisabeth II. am 12. November 2012 in Kraft trat. Das Gesetz schrieb die grundsätzliche Gleichberechtigung der walisischen mit der englischen Sprache bei Parlamentsdebatten fest. Es war das erste in Wales und für Wales beschlossene Gesetz seit mehr als 600 Jahren.

## Zusammensetzung

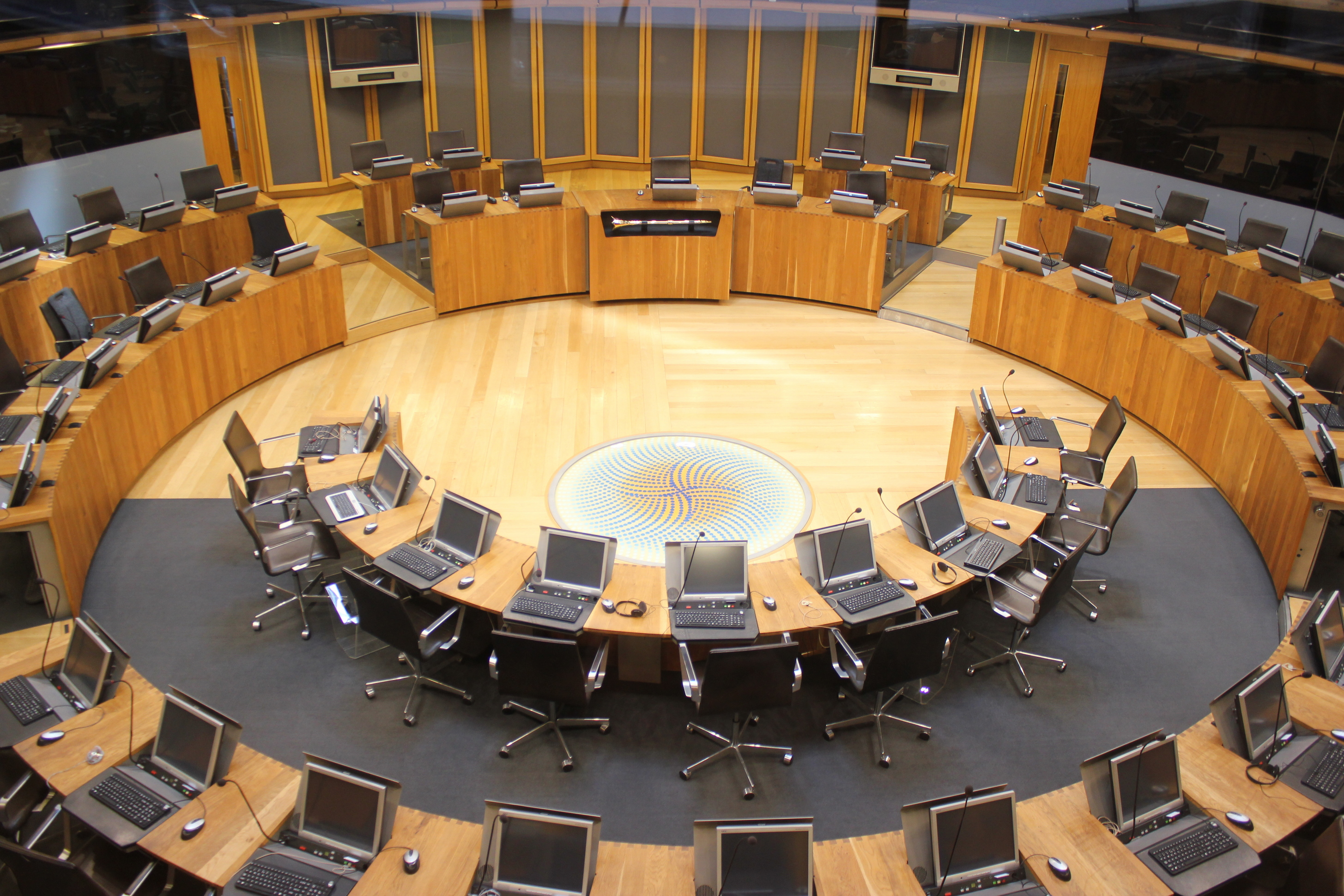
Blick in den Plenarsaal

Das walisische Parlament hat 60 Mitglieder, die den Titel MS (Member of the Senedd), oder auf Walisisch AS (Aelodau’r Senedd), tragen. Alle fünf Jahre finden Wahlen statt, bei denen die Wähler jeweils zwei Stimmen haben. 40 der 60 Mitglieder werden in den Wahlbezirken mittels des Mehrheitswahlsystems gewählt. Die restlichen 20 Mitglieder repräsentieren die fünf Regionen von Wales und werden über eine Art Verhältniswahlsystem gewählt. Seit 2019 sind auch 16- und 17-Jährige sowie Ausländer wahlberechtigt.

### Bisherige Wahlen
| Partei | Partei                                                         | 1999   | 1999 | 2003   | 2003 | 2007   | 2007 | 2011   | 2011 | 2016   | 2016 | 2021   | 2021 |
| ------ | -------------------------------------------------------------- | ------ | ---- | ------ | ---- | ------ | ---- | ------ | ---- | ------ | ---- | ------ | ---- |
|        | Welsh Labour Party/Y Blaid Lafur                               | 35,5 % | 28   | 36,6 % | 30   | 29,6 % | 26   | 36,9 % | 30   | 31,5 % | 29   | 36,2 % | 30   |
|        | Welsh Conservative Party/Y Blaid Geidwadol                     | 16,5 % | 09   | 19,2 % | 11   | 21,4 % | 12   | 22,5 % | 14   | 18,8 % | 11   | 25,1 % | 16   |
|        | Plaid Cymru                                                    | 30,6 % | 17   | 19,7 % | 12   | 21,0 % | 15   | 17,9 % | 11   | 20,8 % | 12   | 20,7 % | 13   |
|        | Welsh Liberal Democrats/Y Democratiaid Rhyddfrydol             | 12,5 % | 06   | 12,7 % | 06   | 11,7 % | 06   | 08,0 % | 05   | 06,5 % | 01   | 04,3 % | 01   |
|        | Wales Green Party/Plaid Werdd Cymru                            | 02,5 % | 0    | 03,5 % | 0    | 03,5 % | 0    | 03,4 % | 0    | 03,0 % | 0    | 04,4 % | 0    |
|        | Abolish the Welsh Assembly Party/Plaid Diddymu Cynulliad Cymru | –      | –    | –      | –    | –      | –    | –      | –    | 04,4 % | 0    | 03,7 % | 0    |
|        | UK Independence Party                                          | –      | –    | 03,5 % | 0    | 04,0 % | 0    | 04,6 % | 0    | 13,0 % | 07   | 01,6 % | 0    |
|        | Reform UK/ Ddiwygio DU                                         | –      | –    | –      | –    | –      | –    | –      | –    | –      | –    | 01,1 % | 0    |
|        | Propel                                                         | –      | –    | –      | –    | –      | –    | –      | –    | –      | –    | 00,9 % | 0    |
|        | Gwlad – The Welsh Independence Party                           | –      | –    | –      | –    | –      | –    | –      | –    | –      | –    | 00,6 % | 0    |
|        | Socialist Labour Party                                         | 01,0 % | 0    | 01,2 % | 0    | 01,3 % | 0    | 02,4 % | 0    | –      | –    | –      | –    |
|        | British National Party                                         | –      | –    | 00,4 % | 0    | 04,3 % | 0    | 02,4 % | 0    | –      | –    | –      | –    |
|        | John Marek Independent Party                                   | –      | –    | 01,3 % | 01   | –      | –    | –      | –    | –      | –    | –      | –    |
|        | Andere                                                         | 01,1 % | 0    | 01,9 % | 0    | 02,3 % | 0    | 01,8 % | 0    | 01,9 % | 0    | 01,1 % | 0    |
|        | Unabhängige                                                    | 00,3 % | 0    | –      | –    | 01,0 % | 01   | 00,1 % | 0    | 00,1 % | 0    | 00,3 % | 0    |
| Gesamt | Gesamt                                                         | –      | 60   | –      | 60   | –      | 60   | –      | 60   | –      | 60   | –      | 60   |

## Sitzverteilung seit 1999
| 28 | 6 | 17 | 9 |

| 30 | 6 | 1 | 12 | 11 |

| 26 | 6 | 1 | 15 | 12 |

| 30 | 5 | 11 | 14 |

| 29 | 1 | 12 | 11 | 7 |

| 30 | 1 | 13 | 16 |

Labour
Plaid Cymru
Liberal Democrats
Konservative
UKIP
Unabhängige
John Marek Independent Party

## Die Senedd

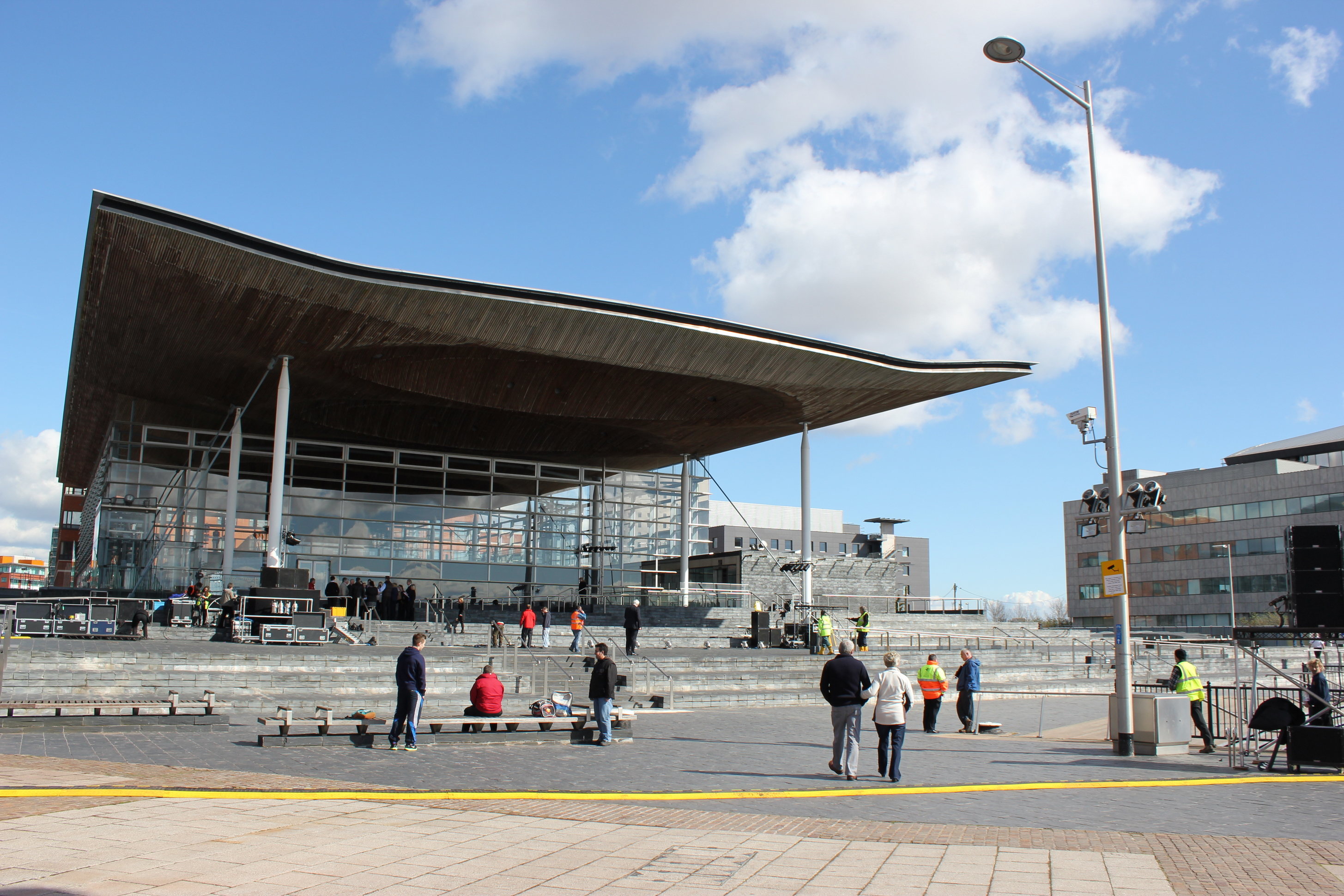
Das Parlamentsgebäude, die Senedd

Die Plenarsitzungen und die meisten Sitzungen der Ausschüsse finden in dem vom Pritzker-Preisträger Richard Rogers entworfenen und am 1. März 2006 eingeweihten Gebäude des Parlamentes, der Senedd, welches sich in der Bucht von Cardiff befindet, statt. Das Pierhead Building und Tŷ Hywel, zwei weitere Standorte des Parlamentes, befinden sich in direkter Nähe zur Senedd.

## Befugnisse
Die Senedd hat nur in Bereichen, die ausdrücklich nicht dem Parlament in Westminster vorbehalten sind, gesetzgeberische Befugnisse. Dies schließt beispielsweise die Bereiche Außenpolitik, Polizei, Justiz, Währungsangelegenheiten sowie die meisten steuerrechtlichen Angelegenheiten aus. Zu den Bereichen, in denen die Senedd Gesetze erlassen kann, zählen folgende 20 Bereiche:
1. Landwirtschaft, Fischerei, Forstwirtschaft und ländliche Entwicklung
2. Alte Denkmäler und historische Gebäude
3. Kultur
4. Wirtschaftliche Entwicklung
5. Bildung und Ausbildung
6. Umwelt
7. Feuerwehr, Rettungsdienste und Förderung des Brandschutzes
8. Ernährung
9. Gesundheit und Gesundheitsdienste
10. Autobahnen und Verkehr
11. Wohnen
12. Kommunalverwaltung
13. Nationalversammlung für Wales
14. Öffentliche Verwaltung
15. Sozialwesen
16. Sport und Erholung
17. Tourismus
18. Stadt- und Raumplanung
19. Wasser und Hochwasserschutz
20. Walisische Sprache

## Presiding Officer (Llywydd)
| Name                                  | Bild | Amtszeit (Beginn) | Amtszeit (Ende) | Partei | Partei                           |
| ------------------------------------- | ---- | ----------------- | --------------- | ------ | -------------------------------- |
| Dafydd Elis-Thomas, Baron Elis-Thomas |      | 12. Mai 1999      | 11. Mai 2011    |        | Plaid Cymru                      |
| Rosemary Butler                       |      | 11. Mai 2011      | 11. Mai 2016    |        | Welsh Labour Party/Y Blaid Lafur |
| Elin Jones                            |      | 11. Mai 2016      | amtierend       |        | Plaid Cymru                      |